# 虎尾全民運動館

虎尾全民運動館是雲林縣虎尾鎮興建中的全民運動館，坐落於虎尾鎮立網球場現址，共三層樓高。2022年11月22日動工，預計於2025年4月完工。

## 設施介紹
- 1F：技擊室、體適能中心及瑜珈、舞蹈、韻律教室
- 2F：羽球場、桌球室及多功能運動場地
- 3F：多功能教室